# Дело жизни
«Дело жизни» — общественно-политический журнал меньшевиков-ликвидаторов, орган Петербургской инициативной группы. Издавался в Санкт-Петербурге с фактической периодичностью раз в месяц вместо прекратившего существование московского журнала «Жизнь» (1910).

## Характеристики издания
Издание печаталось в типографии «Лурье и К°». Первоначально «Дело жизни» издавалось Н. С. Морозовым, с № 3 — П. С. Кубышкиным.
Первым редактором журнала был Кубышкин, с № 4 — Морозов, с № 8 — В. И. Пронин.
Высота издания составляла 26 см, объём — от 64 до 96 столбцов, тираж — 4000 экземпляров. Всего было выпущено 9 номеров (№ 1 — 22 января (4 февраля) 1911 года, № 9 — 31 октября (13 ноября) 1911 года).

## Содержание
С журналом на постоянной основе сотрудничали И. С. Астров (настоящая фамилия Повес), П. Б. Аксельрод, Л. И. Аксельрод, Г. Батурский (псевдоним Б. С. Цетлина), Б. О. Богданов, Ф. И. Дан, В. Ежов, А. М. Коллонтай, Ю. Ларин (псевдоним М. А. Лурье), Л. Мартов (псевдоним Ю. О. Цедербаума), А. С. Мартынов (псевдоним С. С. Пикера), А. Н. Потресов, В. К. Серёжников и другие.
Содержимое издания было разделено на несколько отделов: «Внутреннее обозрение», «В Государственной думе», «Провинциальное обозрение», «Заграничная жизнь», «Хроника рабочей жизни» и «Библиография».
В статьях Дана, Ларина и Мартова затрагивались вопросы социально-экономических отношений в России и перспектив её демократического развития; в материалах Батурского и того же Ларина содержались рассуждения полемического характера по поводу методов дальнейшей политической борьбы, Богданова — сведения о прениях в Государственной думе по поводу законопроекта о страховании рабочих.

## Репрессии властей
4 номера журнала (№ 1 от 22 января (4 февраля) 1911 года, № 4 от 27 апреля (10 мая) 1911 года, № 5 от 31 мая (13 июня) 1911 года, № 6 от 25 июня (8 июля) 1911 года) были конфискованы и на них был наложен арест.
За выпуск № 4, 5, 6 Морозов был оштрафован на 300 рублей решением Санкт-Петербургского градоначальника Д. В. Драчевского, а также привлекался к судебной ответственности.
Приговором Санкт-Петербургской судебной палаты от 26 июня (9 июля) 1912 года было определено запретить издание навсегда.